# Lætitia Feracci
Lætitia Feracci, née le 27 avril 1998 à Ajaccio, est une karatéka française.

## Carrière
Lætitia Feracci est médaillée de bronze en kata par équipe avec Louise Frieh et Laura Pieri aux Championnats d'Europe de karaté 2021 à Poreč.
Elle est médaillée de bronze en kata par équipes aux championnats d'Europe 2022 à Gaziantep.

## Famille
Elle est la sœur de la karatéka Alexandra Feracci.